# Coppa del mondo di ciclismo su strada femminile 2006
La Coppa del mondo di ciclismo su strada femminile 2006 (in inglese 2006 UCI Women's Road World Cup), nona edizione della competizione, prevedeva tredici eventi tra il 26 febbraio ed il 10 settembre 2006.
La britannica Nicole Cooke si aggiudicò il titolo individuale, mentre l'Univega Pro Cycling Team, squadra svizzera vinse il titolo a squadre.

## Corse
| #  | Data         | Corsa                            | Vincitrice               | Squadra                        | Leader della CdM    |
| -- | ------------ | -------------------------------- | ------------------------ | ------------------------------ | ------------------- |
| 1  | 26 febbraio  | Geelong World Cup                | Ina-Yoko Teutenberg      | T-Mobile                       | Ina-Yoko Teutenberg |
| 2  | 5 marzo      | New Zealand World Cup            | Sarah Ulmer              | Nazionale neozelandese         | Ina-Yoko Teutenberg |
| 3  | 18 marzo     | Primavera Rosa                   | annullata                | annullata                      | annullata           |
| 4  | 2 aprile     | Giro delle Fiandre               | Mirjam Melchers          | Buitenpoort-Flexpoint Team     | Ina-Yoko Teutenberg |
| 5  | 19 aprile    | La Flèche Wallonne Femmes (2006) | Nicole Cooke             | Univega Pro Cycling Team       | Ina-Yoko Teutenberg |
| 6  | 23 aprile    | Berner Rundfahrt                 | Zulfia Zabirova          | Bigla Cycling Team             | Nicole Cooke        |
| 7  | 7 maggio     | Gran Premio Castilla y León      | Nicole Cooke             | Univega Pro Cycling Team       | Nicole Cooke        |
| 8  | 27 maggio    | Coupe du Monde de Montréal       | Judith Arndt             | T-Mobile                       | Nicole Cooke        |
| 9  | 28 luglio    | Open de Suède Vargarda           | Susanne Ljungskog        | Buitenpoort-Flexpoint Team     | Nicole Cooke        |
| 10 | 30 luglio    | L'Heure d'Or Féminine            | Univega Pro Cycling Team | Univega Pro Cycling Team       | Nicole Cooke        |
| 11 | 26 agosto    | Grand Prix de Plouay             | Nicole Brändli           | Bigla Cycling Team             | Nicole Cooke        |
| 12 | 3 settembre  | Rotterdam Tour                   | Ina-Yoko Teutenberg      | T-Mobile                       | Nicole Cooke        |
| 13 | 10 settembre | Rund um die Nürnberger Altstadt  | Regina Schleicher        | Equipe Nürnberger Versicherung | Nicole Cooke        |

## Classifiche UCI

### Classifica individuale
| Pos. | Corridore           | Squadra     | 1  | 2  | 3  | 4  | 5  | 6  | 7  | 8  | 9  | 10 | 11 | 12  | Totale |
| ---- | ------------------- | ----------- | -- | -- | -- | -- | -- | -- | -- | -- | -- | -- | -- | --- | ------ |
| 1    | Nicole Cooke        | Univega     | 18 | 0  | 24 | 75 | 27 | 75 | 50 | 50 | 35 | 35 | 30 | 54  | 473    |
| 2    | Ina-Yoko Teutenberg | T-Mobile    | 75 | 35 | 10 | 0  | 0  | 0  | -  | 0  | 16 | 0  | 75 | 100 | 311    |
| 3    | Annette Beutler     | Buitenpoort | 21 | 24 | 7  | 6  | 18 | 3  | 30 | 27 | 30 | 21 | 27 | 30  | 244    |
| 4    | Judith Arndt        | T-Mobile    | 0  | 0  | 15 | 50 | 30 | 50 | 75 | 0  | 16 | 0  | 0  | 0   | 236    |
| 5    | Susanne Ljungskog   | Buitenpoort | 4  | 21 | 18 | 4  | 10 | 35 | 0  | 75 | 30 | 24 | -  | -   | 221    |
| 6    | Oenone Wood         | Nürnberger  | 0  | 50 | 0  | 30 | 50 | 10 | 0  | 10 | 30 | 0  | 0  | 0   | 170    |
| 7    | Regina Schleicher   | Nürnberger  | -  | -  | 0  | 0  | 0  | 0  | -  | 0  | -  | 0  | 0  | 150 | 150    |
| 8    | Trixi Worrack       | Nürnberger  | 0  | 5  | 0  | 35 | 11 | 0  | 27 | 30 | 20 | 0  | 11 | 0   | 139    |
| 9    | Giorgia Bronzini    | AS Team FRW | 7  | 0  | -  | -  | -  | -  | -  | -  | -  | 50 | 0  | 70  | 127    |
| 10   | Zulfia Zabirova     | Bigla       | -  | -  | 30 | 0  | 75 | 0  | -  | 0  | 15 | 0  | -  | -   | 120    |

### Classifica squadre
| Pos. | Squadra                             | 1  | 2  | 3   | 4  | 5  | 6  | 7  | 8   | 9   | 10 | 11 | 12  | Totale |
| ---- | ----------------------------------- | -- | -- | --- | -- | -- | -- | -- | --- | --- | -- | -- | --- | ------ |
| 1    | Univega Pro Cycling Team            | 35 | 44 | 74  | 84 | 27 | 93 | 63 | 68  | 140 | 40 | 51 | 88  | 807    |
| 2    | T-Mobile Women Professional Cycling | 75 | 35 | 25  | 50 | 30 | 50 | 82 | 21  | 64  | 0  | 75 | 100 | 607    |
| 3    | Buitenpoort-Flexpoint Team          | -  | -  | 132 | 31 | 10 | 61 | -  | 103 | 120 | 45 | 80 | -   | 582    |
| 4    | Equipe Nürnberger Versicherung      | 35 | 55 | 0   | 65 | 61 | 10 | 27 | 40  | 80  | 2  | 12 | 150 | 537    |
| 5    | Bigla Cycling Team                  | -  | -  | 32  | 33 | 89 | 6  | -  | 35  | 60  | 75 | 0  | 36  | 366    |
| 6    | AA-Drink Cycling Team               | -  | -  | 30  | 3  | 9  | 30 | -  | 57  | 100 | 10 | 43 | 22  | 304    |
| 7    | Nobili Rubinetterie-Menikini-Cogeas | 55 | 22 | 8   | 26 | 17 | 47 | 0  | 4   | 56  | 11 | 6  | 14  | 266    |
| 8    | Bianchi-Aliverti-Kookai             | -  | -  | 35  | 5  | 5  | 15 | -  | 0   | 52  | 78 | 21 | -   | 211    |
| 9    | Nazionale Italiana                  | 10 | -  | -   | -  | 1  | -  | -  | -   | -   | 0  | 19 | 134 | 164    |
| 10   | ELK Haus-NÖ                         | 21 | 24 | 7   | 6  | 18 | 3  | 36 | 2   | -   | 0  | 0  | 0   | 117    |